# Bartolomeo Bon
Bartolomeo Bon (ou Buon; falecido depois de 1464) foi um escultor e arquitecto italiano de Campione d'Italia.
Juntamente com o seu pai Giovanni, trabalhou em Veneza: terminaram a decoração da Ca' d'Oro (1424-1430) e a entrada de mármore da Basílica de Santa Maria dei Frari. Também lhes foi confiada a construção da Porta della Carta (Parta do Mapa) da Basílica de São Marcos (1438-1442). 
Bartolomeo sozinho criou o portal da Scuola Grande di San Marco (o tímpano está hoje no Victoria and Albert Museum em Londres), o portal de San Polo e o Arco Foscari do Palácio Ducal de Veneza.

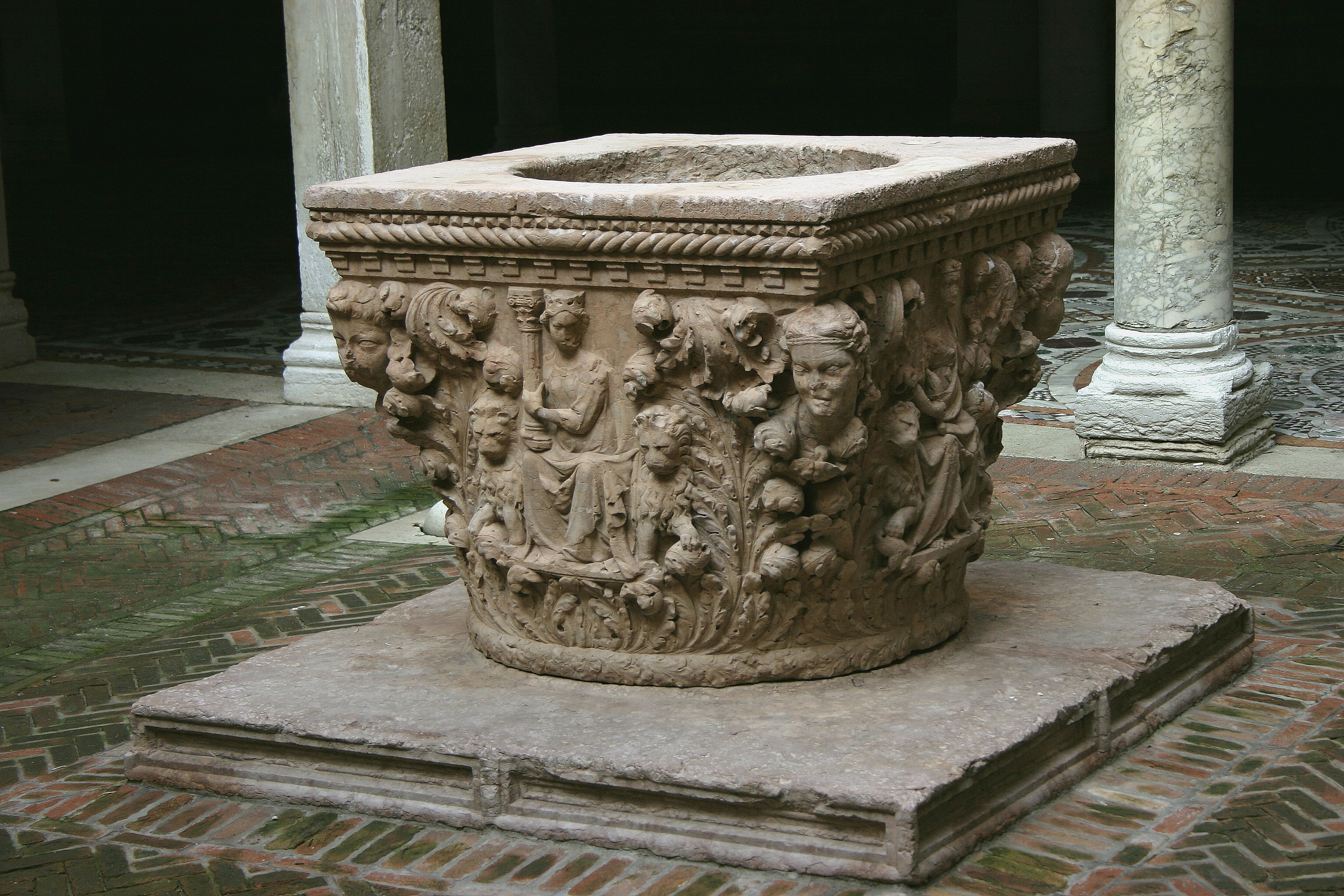
Bem, a Ca 'd'Oro.
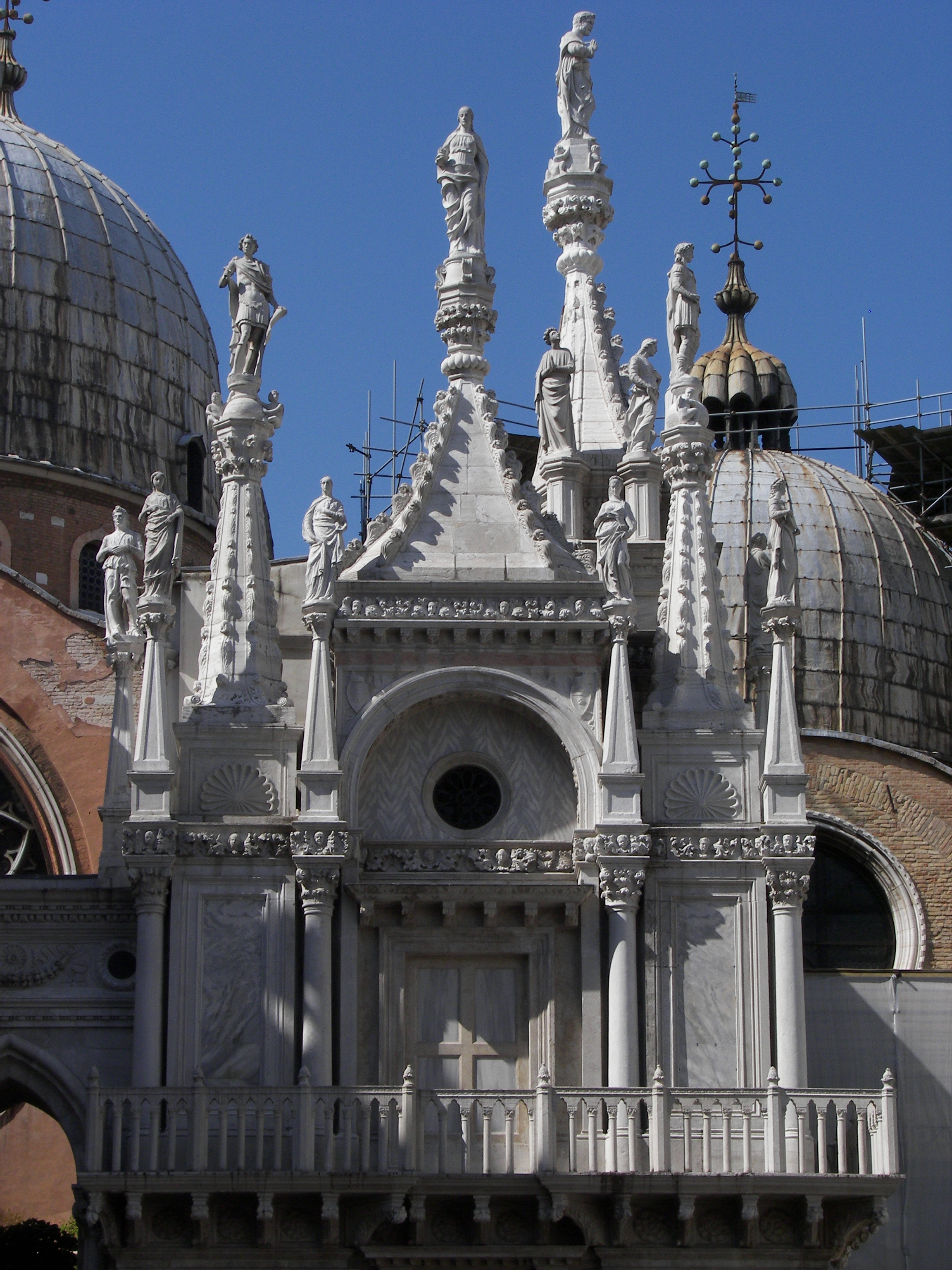
Arc Foscari.
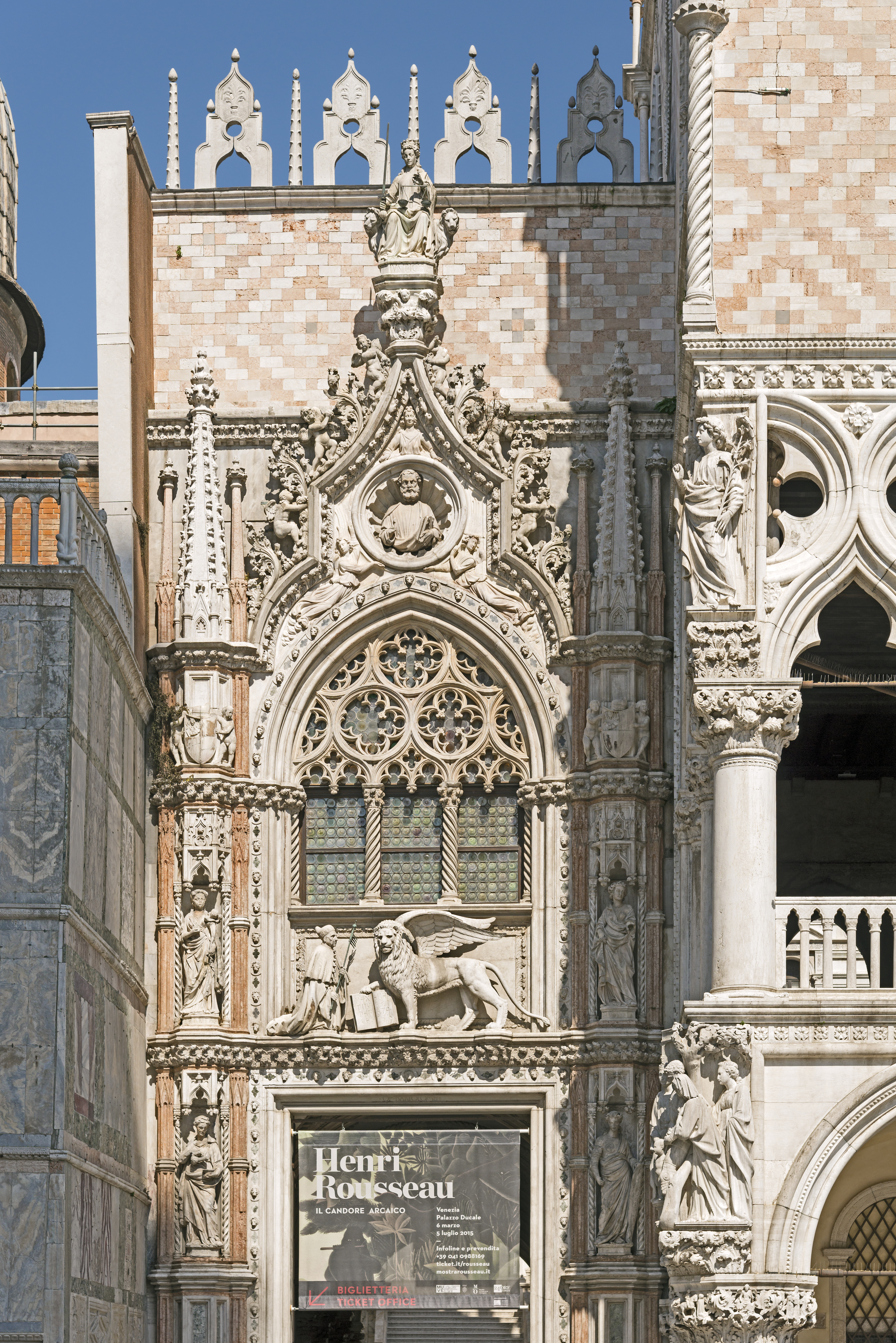
Porta della Carta
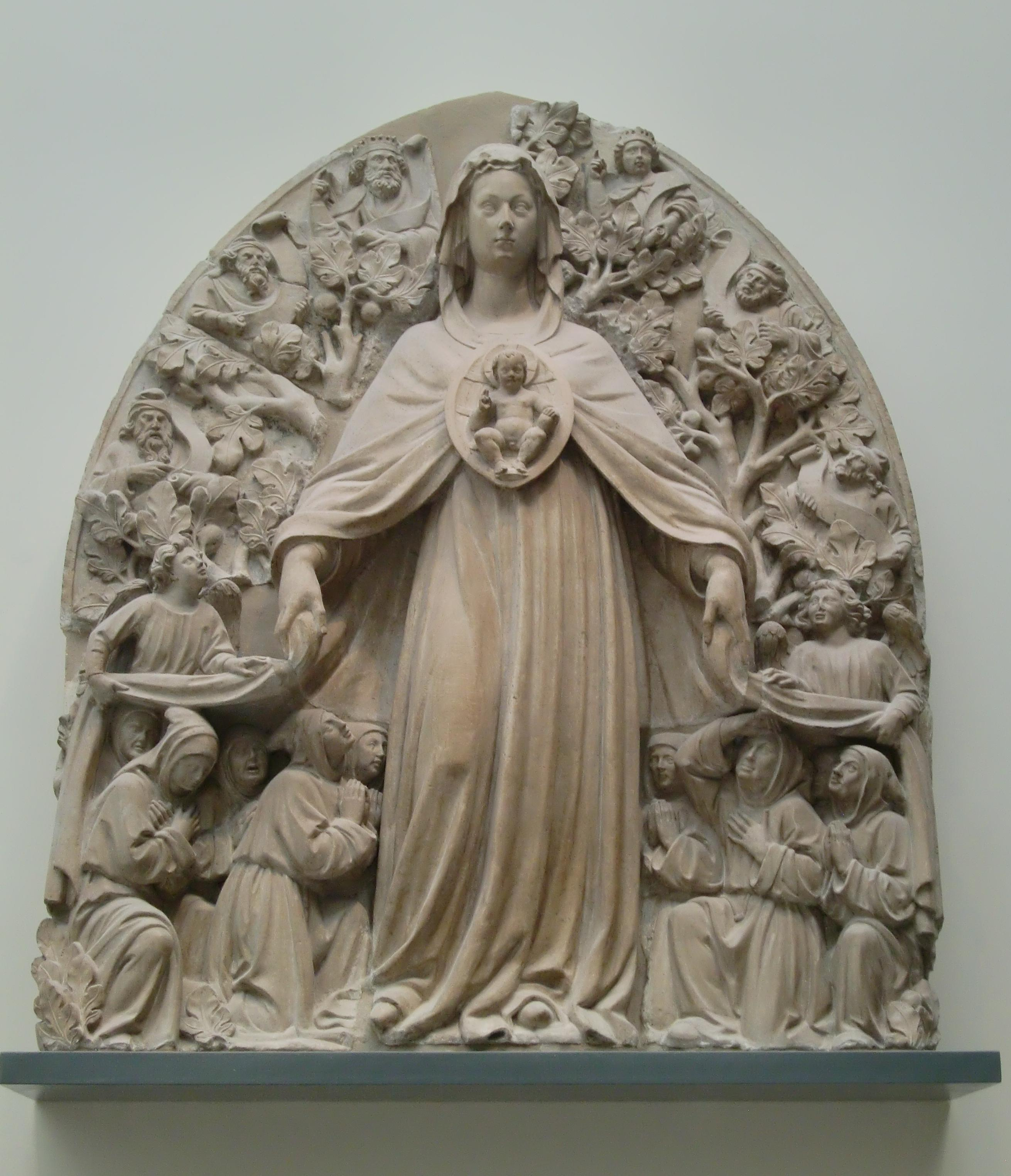
Tímpano da Scuola della Misericordia .
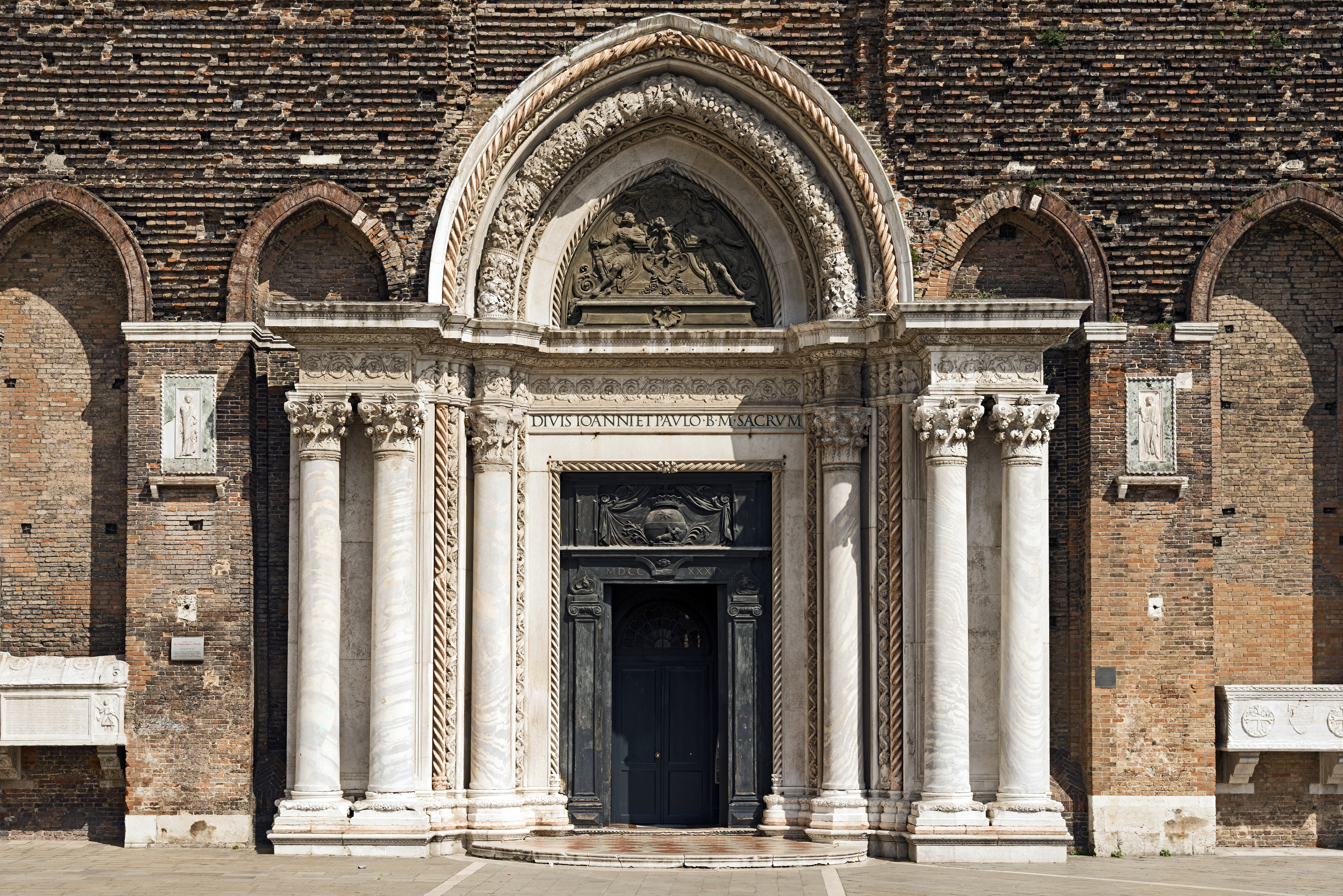
Portal da basílica Santi Giovanni e Paolo.
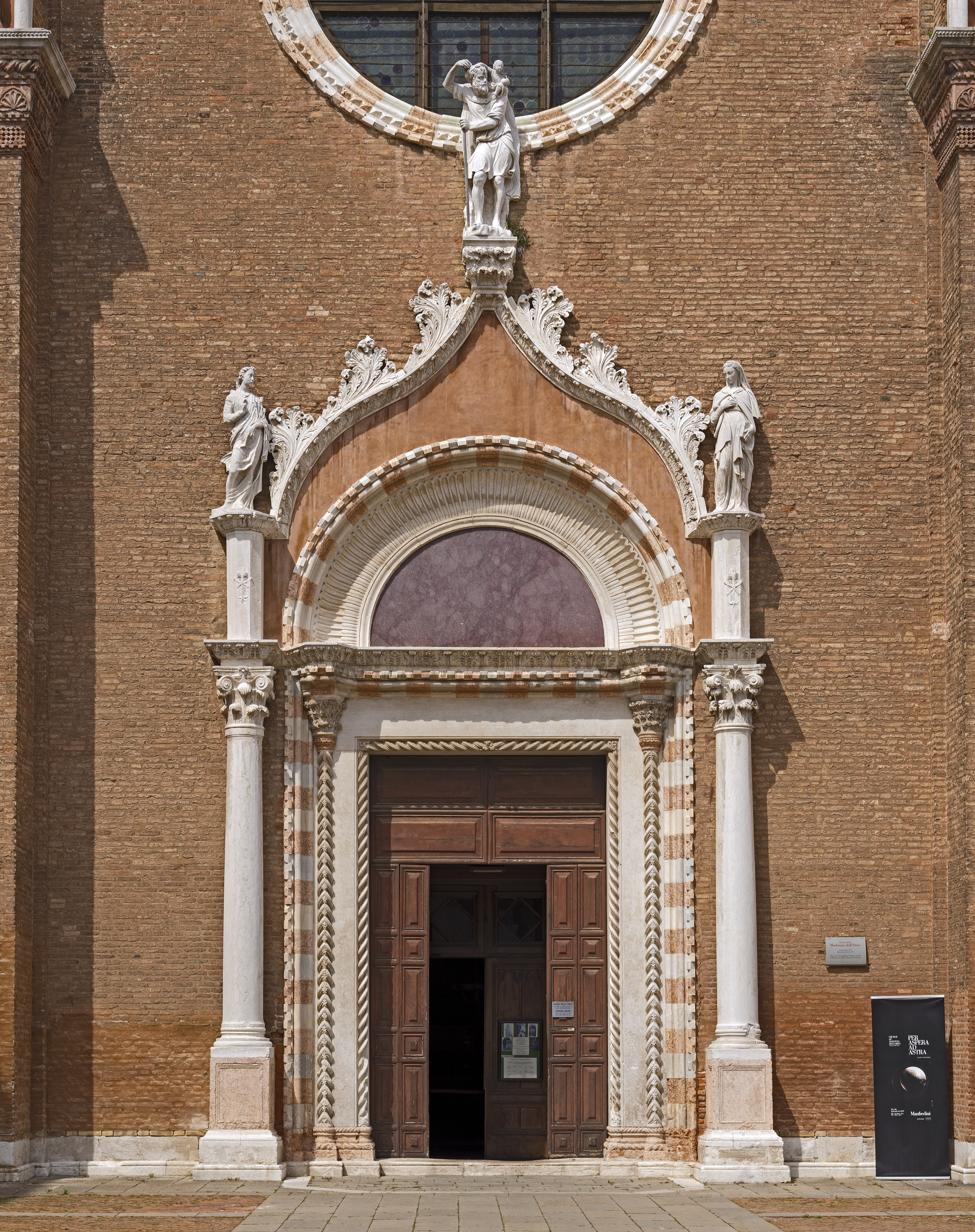
Portal Igreja Madonna dell'Orto.